# Ауд (держава)
Ауд — держава, що існувала у 1732—1858 роках на Півночі Індії. Утворилася з початком занепаду імперії Великих Моголів. Згодом перетворилася на провідну політичну силу в середній течії річки Ганг. Її володарі намагалися чинити спротив поширенню впливу Британської Ост-Індійської компанії, проте зазнали поразки. У 1819 році остаточно встановлено британській протекторат. У 1858 році захоплено Великою Британією.

## Історія
Утворилося в старовинному регіоні Ауд, від чого дістала свою назву сама держава. Після смерті могольського падишаха Аурангзеба починається поступовий занепад Імперії Великих Моголів. що відбилося у посиленні влади місцевих субадахів (намісників)). Протягом 1720-х набуває ваги намісник в субі (провінції) Ауд Саадат-хан, який у 1732 році утворює напівнезалежну державу з титулом набоб. При цьому продовжує визнавати зверхність могольського падишаха.

Прапор Ауду

Протягом 1730-1740-х років вплив набобів Ауд стрімко зростає, при цьому послаблюється влада падишаха. Нетривалий час Ауд контролював значну частину Північної Індії, з Кашміром включно. Втім у 1753 році частина могольської знаті домоглася послаблення Ауду, який скоротився за своїх регіональних розмірів. При цьому економічна та військова потуга Ауду не зменшилася.

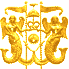
Герб набобів Ауду

Період 1750-1760-х років стає часом піднесення держави: зростає економіка, налагоджуються фінанси, ведуться численні будівельні роботи, скарбниця набоба постійно наповнюється. Ауд знову стає потужною силою у Північній Індії, особливо після нищівних поразок Великих Моголів від Персії та Дурранійської держави. Втім спроба розширити свій вплив на Бенгалію та намагання припинити розширення влади Британської Ост-Індійської компанії призвели до нищівної поразки об'єднаних сил Ауду, Бенгалії, падишаха Великих Моголів у битві при Буксарі у 1764 році. За умовами Аллахабадської угоди Ауд втратив важливі округа Аллахабад і Кора. місто Вранасі, повинен був сплатити 5 млн срібних рупій компенсації британцям. В Ауд вводилися британські війська, утримання яких повинен був взяти на себе набоб Ауду.
В результаті Ауд опинився в скрутному фінансовому, політичному та військовому стані. З цього моменту основні зусилля набобів були спрямовані на відновлення власної скарбниці, яка у 1760-х роках практично спорожніла. Все це негативно відбилося на розвитку міст. У 1775 році столицю перенесено у зФайзабаду та Лакхнау. Лише з середини 1780-х років починається часткове відновлення фінансового стану Ауду.
Складна фінансова та політична ситуація у середині 1790-х років сприяла активному втручанню британців у справи Ауда. На цей час залежність останнього від військ і адміністрації Британської Ост-Індійської компанії значно посилилася. У 1797 році компанія втрутилася у справи спадковості трону, поставивши власного претендента. З початку 1800-х років політику Ауду фактично визначали британські генерал-губернатори. У 1816 році Ауд фактично перебував під протекторатом Великої Британії. У 1819 році під впливом британців набоб Ауду прийняв титул падишаха й оголосив незалежність від Великих Моголів.
У 1820—1830-х роках продовжується послаблення Ауду, набоби фактично відсторонилися від державних справ. Усю політику визначали британців та сановники, що отримали свої посади завдяки колоніальній адміністрації. Все це відбилося на значному погіршенні економічного стану. Водночас продовжив культурний розвиток в державі. У 1840-х роках падишахи Ауду здійснити спроби щодо поліпшення фінансового стану держави. У 1856 році британці повалили падишаха Ваджіда Алі-шаха. Проте з цим не змирилися його родичі та спадкоємець Бірджіс Кадра, який очолив повстання проти британського засилля. Незабаром Ауд став одним з центрів Сипайського повстання. Лише у 1858 році Ауд остаточно було анексовано.

## Державний устрій
Уся політична, військова влада належала набобу. Він мав право призначати вибраних осіб на будь-які посади. Ним регулювалася фінансова та митна політика. Зазвичай очолював війська під час походів. До 1762 році з деякою перервою носив титул субадар-набоб, у 1748—1753, 1762—1818 роках прийнято титул набоб вазір-аль-мамалік, з 1818 року — падишах і шах-е-заман.
Після встановлення британського протекторату влада істотно була обмежена. Фактично на момент ліквідації держави володарі, незважаючи на титул падишах не мав політичної та військової влади, митниця також контролювалася британськими резидентами, яких призначав генерал-губернатор.
Площа Ауду становила 62,072 км². що поділялася на 46 талукдарі (провінцій), які керувалися талукдарами (намісниками). Існувало 15 міст з населення понад 10 тис. осіб, 3 міста з населенням 25—30 тис. осіб. Основними містами були Лакхнау (понад 260 тис.) та Файзабад (понад 75 тис.). В останніх призначалися спеціальні намісники набоба.
Привілейованою частиною населення були мусульманська знать та духівництва. Значний вплив мали шиїти, незважаючи на 9 % від загальної кількості мусульман, оскільки панівною династією були шиїти. Втім серед селянства та містян корінного населення зберегли вплив брахмани.

## Економіка
Основними галузями були землеробство та ремісництво. Гарні кліматичні умови, наявність численних приток Гангу, добрий ґрунт сприяли розвитку сільського господарства, оскільки для обробки землі не вимагалося надскладних зусиль. Політична стабільність та захищеність від зовнішніх ворогів протягом 1720—1770-х років сприяло піднесенню міст, різних видів ремесел, продукцією яких торгували північною Індією. Завдяки набобам у Файзабаді та Лакхнау налагодилося виробництво парфумів («ітра»), що стали одними з найкращих в Індії. Торгівля ними приносила значний прибуток набобам.
Значні зміни відбули у 1790-х роках, коли держава стала нездатною задовольняти підвищені вимоги субсидій і грошей на утримання британської армії. Чиновники Британської Ост-Індійської компанії і купці приступили до перебудови економіки Ауду, яку було з цього моменту спрямовано на вироблення бавовни і індиго на експорт. У 1790-1840-х роках Ауд стає одним з провідних центрів з виготовлення бавовни, що приносило основний зиск британцям. Натомість останні забезпечили себе монопольне право на продаж в Ауді виробів з бавовни, що виготовлялися у Великій Британії. Все це сприяло розоренню місцевих майстерень з виготовлення тканин та посиленню соціальної напруги. Водночас у 1820-х роках Британська Ост-Індійська компанія у 2 рази збільшила податок на землю.

## Культура
Правителі Ауду підтримували насамперед розвиток ісламської культури, оскільки належали до мусульман. Тому за рахунок державної скарбниці зводилися численні мечеті та мавзолеї, особливо в Лакхнау та Файзабаді. Відомим архітектурними комплексами є Баба Імамбара, Румі Дарваза. Водночас не чинилися перепони зведенню індуїстських храмів, які споруджувалися за кошт приватних осіб.
Основними мовами були урду, авадхі, гінді.
Після походу перського володаря Надир Шаха до Індії, пограбування Делі значна частина художників, поетів, письменників перебирається до Лакхнау, яке у 1750—1770-х роках стає однією з культурних столиць Індостану. Незабаром тут формується літературна школа, де складаються вірші мовою урду, піднесення якої тривало до 1835 року (існувала до повалення Ауду). Відомими її представниками були Мірза Раджаб Алібег Сурур, Мір Такі Мір, Ходжа Мір Дард, Нізам уд-дін Сехалві, Мір Бабар Алі Аніс, Мірза Салаамат Алі Дабір, Машафі, Каландар Бакш Джурат, Саїд Іншалла-хан Інша, Ходжа Гайдар-Алі Аатіш. Одних з останніх володарів Ауду Ваджід Алі-шах також був поетом. Останній також сприяв новому культурному піднесенню Ауду. Також до плюндрування міста у 1857 році під час повстання сипаїв Лакхнау був центром куртуазного кохання, де численними були індустські куртизанки (таваїф).
З середини 1770-х років столиця держави Лакхнау стає важливим центром ісламської юриспруденції — у школі Фарангі Махал навчались студенти з Індії, Китаю та Середньої Азії. Водночас в Лакхнау розвивається мистецтво та музика. завдяки усьому цьому місто отримало прізвисько Шираз-і-Хіндаз («Індійській Шираз»).

## Володарі
- Саадат Алі-хан I (1719—1737)
- Сафдарджунг (1737—1753)
- Шуджа ад-Даула (1753—1775)
- Асаф ад-Даула (1775—1797)
- Вазір Алі-хан (1797—1798)
- Саадат Алі-хан II (1798—1814)
- Газі-ад-дін Гайдар-шах (1814—1827) перший падишах
- Насір-ад-дін Гайдар-шах (1827—1837)
- Мухаммад Алі-шах (1837—1842)
- Амджад Алі-шах (1842—1847)
- Ваджід Алі-шах (1847—1856)
- Бірджіс Кадра (1856—1858)